# 克里克托叙乌维尔
克里克托叙乌维尔（法語：Criquetot-sur-Ouville，法語發音：[kʁikto syʁ uvil]，意为“乌维尔上方的克里克托”）是法国滨海塞纳省的一个市镇，属于鲁昂区。

## 地理
克里克托叙乌维尔（49°40'35"N, 0°50'46"E）面积5.83 平方千米，位于法国诺曼底大区滨海塞纳省，该省份为法国北部沿海省份，其西部及北部濒大西洋英吉利海峡，东起顺时针与索姆省、瓦兹省、厄尔省和卡爾瓦多斯省接壤。
与克里克托叙乌维尔接壤的市镇（或旧市镇、城区）包括：昂夫勒维尔莱尚、格雷蒙维尔、莫特维尔、乌维尔拉拜、圣马丹欧萨布尔、耶维尔。

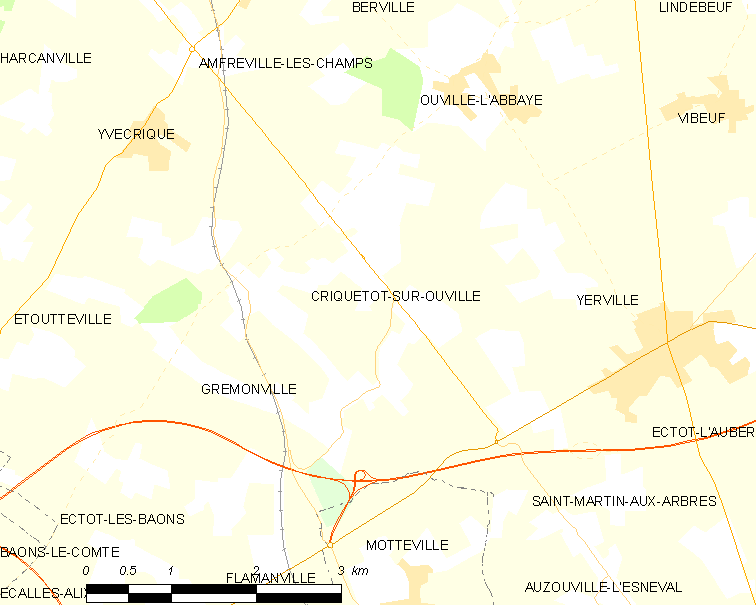
克里克托叙乌维尔的OSM定位图

克里克托叙乌维尔的时区为UTC+01:00、UTC+02:00（夏令时）。

## 行政
克里克托叙乌维尔的邮政编码为76760，INSEE市镇编码为76198。

## 政治
克里克托叙乌维尔所属的省级选区为伊沃托县。

## 人口

1962-2008年间克里克托叙乌维尔人口变化图示

克里克托叙乌维尔于2022年1月1日时的人口数量为803人。